# 東京の女 (映画)
『東京の女』（とうきょうのおんな）は、1933年（昭和8年）2月9日公開の日本映画である。松竹キネマ製作・配給。監督は小津安二郎。モノクロ、スタンダード、サイレント、47分。
警察ににらまれた姉の身を案ずる弟の苦悩を描いた小品で、次作『非常線の女』の本読みの日に、ローティションに穴が開いて急きょ製作を頼まれ、シナリオが完成する前に撮影を始め9日間で撮り上げたものである。小津は、この頃から画面のポジションが決まってきたと回想している。初回興行は帝国館。

## あらすじ
学生の良一は、姉のちか子と2人で暮らしていた。ちか子は会社勤務のタイピストだが、退勤後は大学で翻訳の手伝いをしていると聞かされていた。ところがある日、良一の恋人・春江が巡査の兄から、ちか子が退勤後に翻訳をしているというのはウソで、実は酒場で売春しているという噂を聞かされた。春江はそのことを良一に話してしまうが、良一は噂を否定し、喧嘩になった。良一は噂を否定したものの気になり、ちか子を問い詰めた。噂は事実だったが、ちか子は良一には関係ないので卒業を目指して勉強しろと言い、良一はちか子を平手打ちして家を飛び出した。翌日、春江とちか子は警察から、良一が自殺したことを知らされる。泣き崩れる春江の傍らでちか子は、「このくらいのことで死ぬなんて」と呟いた。

## スタッフ
- 監督: 小津安二郎
- 脚色: 野田高梧・池田忠雄
- 撮影: 茂原英朗
- 美術監督: 金須孝
- 編集: 石川和雄
- 撮影補助：厚田雄春

## キャスト
- 姉ちか子：岡田嘉子
- 弟良一：江川宇礼雄
- 娘春江：田中絹代
- 兄木下：奈良真養
- 新聞記者：笠智衆、大山健二

## その他
- オープニング字幕では「エルンスト・シュワルツ(墺 1882–1938)『二十六時間』より翻案」と表示されるが、この作家も作品も架空であり、実際はオリジナルストーリーである。
- 映画館のシーンで上映されているのは、アメリカのオムニバス映画『百万円貰ったら（英語版）』（1932年）である。